# Wielka Pasieka
Wielka Pasieka – zalesiony szczyt o wysokości 593 m n.p.m., na Pogórzu Przemyskim w masywie Suchego Obycza.